# Grubbenvorst
Grubbenvorst (Noord-Limburgs: Grubbevors of Grevors) is een kerkdorp in het noorden van de Nederlandse provincie Limburg en hoort bij de gemeente Horst aan de Maas en de gemeente Venlo (deels). Het is met 4.855 (1 januari 2023) inwoners het op twee na grootste dorp van die gemeente, na Horst en Sevenum. Het vormde met het dorp Lottum vanaf begin 1800 tot 1 januari 2001 de gemeente Grubbenvorst. Na die datum was deze gemeente gefuseerd met enkele andere gemeenten tot Horst aan de Maas.

## Etymologie
Grubben, ook wel Gribben, was de naam van het kasteel waarvan nu de ruïne van het Gebroken Slot resteert. Grubben wijst meestal op een holle weg. Het tweede gedeelte van de naam "Vorst" was de naam van het dorp. Deze naam wijst op bos, in het bezit van de heer van het gebied.

## Historie
Op de hoge Maasoever komen ook sporen voor van vroeg-Germaanse bewoning. Deze hoge Maasoever draagt de naam "Reuvelt", een benaming, die vermoedelijk uit de Karolingische tijd stamt. Reeds vroeg was er wellicht een houten kerkje, later vervangen door een natuurstenen zaalkerkje. Het oudste deel van de in 1944 verwoeste kerk, namelijk de toren, is van 1415.

### Middeleeuwen
De heer van Grubben was eerst beleend met de gehele heerlijkheid Vorst. Vermoedelijk uit geldgebrek deed hij in de 14e eeuw de halve heerlijkheid over aan zijn buurman, de heer van Baersdonck. Grubben met (half) Vorst was een zeer oude vrije heerlijkheid waartoe aanvankelijk ook Arcen, Lomm, Velden en het dorp Venlo behoorden. In 1311 kocht Reinoud van Gelder de heerlijkheid van de heer van Millen.
Op 1 November 1462 schonk Heinrich IV, heer van Gemen, het Huis Grebbenforst (Grubbenvorst), met de tol te Venlo, met toestemming van zijn leenheer de hertog van Gelre en Gülich, die leenheer was van de heerlijkheid Grebbenfurst, aan zijn vrouw Anna von Wevelinghoven, als "Leibzucht", haar onderhoudsvoorziening als zij weduwe zou worden.
Bron: Landesarchiv NRW Abteilung Westfalen. Gesamtarchiv von Landsberg-Velen (Dep.), Gemen- Urkunden, Nr. 264.
Het gebied van Grubbenvorst is daarna Gelders gebleven tot de Franse tijd, al fungeerde sinds 1543 de Duitse keizer, van 1555 tot 1713 de koning van Spanje en daarna tot 1794 de koning van Pruisen als hertog van Gelre. Bij het Beleg van Venlo (1511) werd het slot Grubben voor de eerste keer verwoest.

### De Tachtigjarige Oorlog en de Spaanse tijd
Gedurende de Tachtigjarige Oorlog zijn de Noord-Limburgse Maasdorpen meestal Spaans gebleven. Wel is tussen 1572 en 1646 regelmatig en soms hevig in deze streken gevochten. Voor het herstelde slot Grubben kwam in 1586 de genadeslag, toen Spaanse troepen onder Parma het kasteel bestormenden en tot een "gebroken slot" verwoesten. Grubbenvorst was sinds de veldtocht van Frederik Hendrik in 1632 bezet door troepen van de Republiek. Op 3 augustus 1635 werd Grubbenvorst overvallen door een keizerlijk regiment Kroaten. De inwoners waren naar de kerk gevlucht en hadden zich achter de kerkhofmuren verborgen. Het stro, dat zij hadden meegebracht om op te slapen, werd door de Kroaten in brand gestoken. Het aantal slachtoffers is onbekend. De kerk ging gedeeltelijk verloren. Kort daarna brak in de streek de pest uit, die alleen al in Arcen 195 doden eiste.

### Bij Pruisen
Na de Spaanse Successieoorlog kwam Grubbenvorst in mei 1713 aan Pruisen als deel van Pruisisch Opper-Gelre. Deze Pruisische tijd duurde tot de inval van de Fransen in 1794, waarmee tevens het feodale tijdperk een einde nam. De schepenbank onder leiding van de scholtis (schout) bleef nog tot begin 1798 in functie.
In 1755 kocht de toenmalige heer van Grubben, de markies van Hoensbroeck, de ridderhofstede Baersdonck met de andere helft van Vorst, zodat de heerlijkheid weer in één hand was.

### Moderne tijd
Na de twintigjarige inlijving bij Frankrijk kwam Grubbenvorst in 1815 aan het Verenigd Koninkrijk der Nederlanden. In 1830 koos Limburg voor de Belgische opstand, maar in 1839 kwam Grubbenvorst definitief aan het huidige Nederland. Een belangrijke gebeurtenis was de overname van het Maricollenklooster in 1860 door de zusters Ursulinen uit Venray. In Grubbenvorst werd overgegaan tot de oprichting van een meisjespensionaat, dat zich vooral in de jaren '70 van de 19e eeuw, ten gevolge van de Kulturkampf in Duitsland, snel ontwikkelde. In de tweede helft van de 19e eeuw begon in Grubbenvorst de ontginning van de heidevelden. Deze ontginning kwam vooral na 1900, toen de kunstmest beschikbaar kwam, versneld op gang. Tijdens de Tweede Wereldoorlog was Grubbenvorst onder de leiding van pastoor Henri Vullinghs een belangrijk centrum voor de hulp aan vluchtelingen, die ter plekke konden onderduiken of over de Belgische grens werden gebracht.
In de 20e eeuw zijn voor Grubbenvorst verder twee agrarische aspecten van groot belang, namelijk de opkomst van aspergeteelt en de vestiging van de Coöperatieve Venlose Veiling aan de Horsterweg en voorts de ontwikkeling van Grubbenvorst als forensendorp na 1960.

## Cultuurhistorie
Grubbenvorst is een van de drie dorpjes waar - zo wordt althans verteld in de overlevering - al enkele eeuwen de Gekke Maondaag (Nederlands: Gekke Maandag) gevierd wordt. Deze wordt in Grubbenvorst twee weken voor carnaval gevierd. De "Gekke Maondaag" is een volksfeest waarbij verschillende praalwagens en carnaval-gerelateerde groepen in een optocht lopen. De andere twee dorpen waar dit feest gevierd wordt, zijn Velden en Lottum.

## Wapen
De oudste akte op naam van de schepenen uitgevaardigd, dateert van 7 september 1403, waarin zelfs al sprake is van "onsen gemeynen scependoms siegel". De oudst bekende afdruk van een zegel dateert echter van 16 augustus 1547.
Het zegel zelf vertoont een gedeeld wapenschild (afgedrukt wordt het dan in spiegelbeeld): rechts een dwarsbalk gearceerd, in de bovenhoek een zespuntige ster, links onder een schuin geplaatste vis, in het schild-hoofd een verkort kruis gearceerd. Het betreft een gecombineerd wapen van respectievelijk de heren van Grubbenvorst uit het geslacht van Millen en het geslacht van Baersdonck. Omschrift: S(IGILLUM) SCABB(INORUM) DE GROBBENFORST

## Bezienswaardigheden

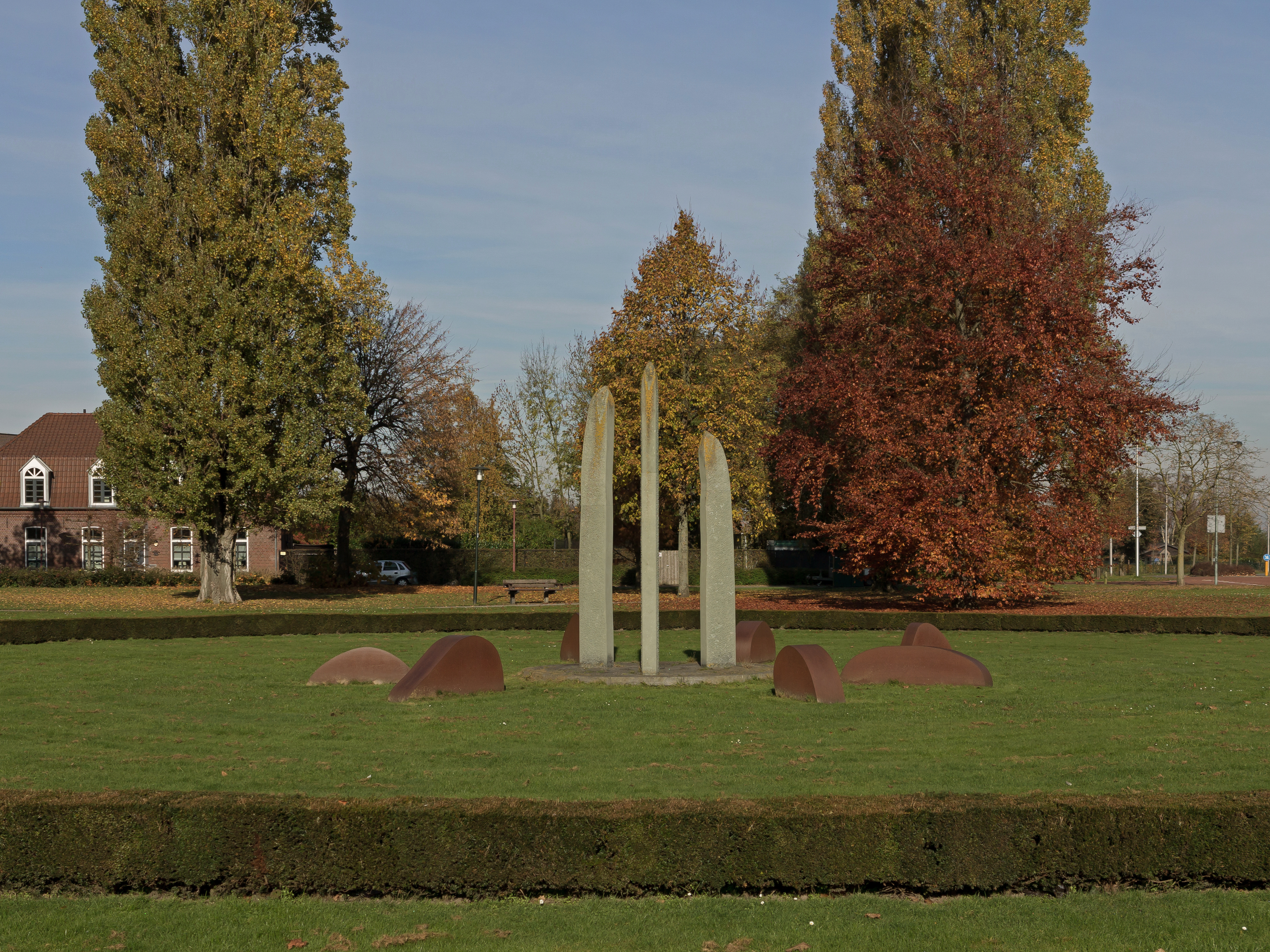
Sculptuur bij de rotonde aan de Kloosterstraat

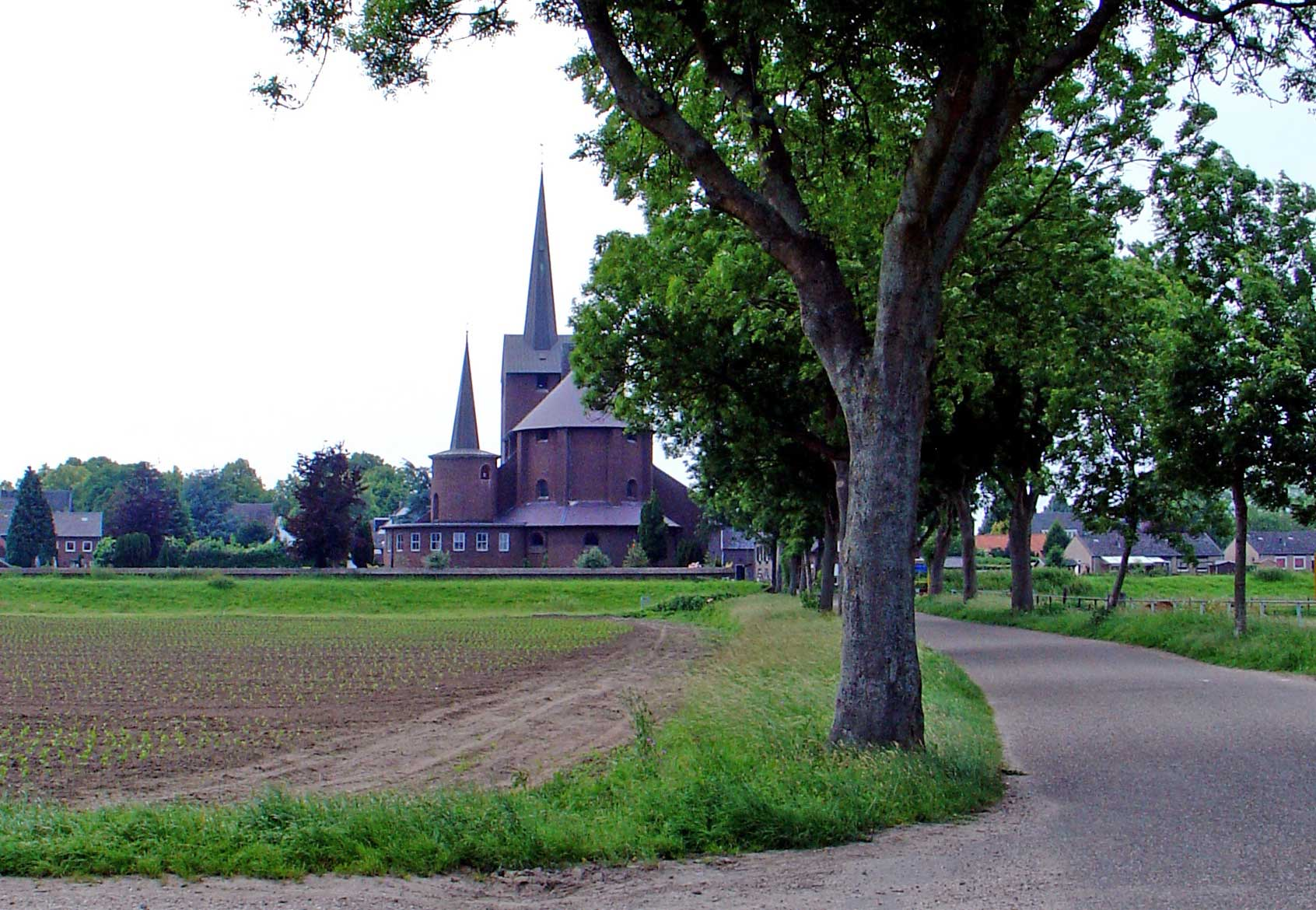
Grubbenvorst met kerk
(O.L. Vrouw Tenhemelopneming)

- Onze-Lieve-Vrouw-Tenhemelopnemingskerk
- Gebroken Slot, het kasteel van Grubbenvorst.
- Kasteel Kaldenbroek, voormalig kasteel ten noorden van Grubbenvorst
- Huis De Steeg, aan Broekeindweg 1, een herenhuis uit midden 18e eeuw, met ingansomlijsting in Lodewijk XV-stijl.
- Pedjeshof, aan de Lottumseweg, In baksteen uitgevoerde Limburgse hoeve.
- Slottermolen, een voormalige watermolen nabij het Gebroken Slot
- Ursulinenklooster de Bisweide
- Sint-Annakapel
- Sint-Gerlachuskapel
- Sint-Janskapel (op terrein Floriade en grondgebied van de gemeente Venlo)
- Mariakapel aan de St. Jansweg ten zuiden van het dorp
- Mariakapel bij Californië aan de Venrayseweg op het grondgebied van de gemeente Venlo

## Natuur en landschap
Grubbenvorst ligt nabij de Maas, op een hoogte van ongeveer 20 meter. Parallel aan de Maas ligt het laagterras waaroverheen enkele beken min of meer parallel aan de Maas stromen, zoals Everlose Beek, Salderbeek, Broekloop en Molenbeek. Bij de Salderbeek ligt een klein terrein van Het Limburgs Landschap. Ten noorden van Grubbenvorst ligt het natuurgebied Kaldenbroek. Naar het westen vindt men grootschalige ontginningen op hoge zandgronden, met grootschalige landbouw en percelen naaldbos. Ten zuiden van Grubbenvorst nadert de steilrand van het middenterras zeer dicht tot de Maas. Hier vindt men ook het Gebroken Slot. Verder naar het zuiden en het zuidwesten strekken zich zeer grootschalige bedrijventerreinen uit, doorsneden door diverse autowegen. De wandelroute van het Pieterpad loopt midden door Grubbenvorst.

## Vervoer
- Door Grubbenvorst komt buslijn 88 (Venray - Venlo via Broekhuizen en Meerlo).

- Tot 1979 had Grubbenvorst een eigen station. Het passagiersvervoer werd echter in 1935 beëindigd. Er waren plannen om het station weer te heropenen met het oog op de Floriade 2012, maar vanwege te hoge investeringskosten is dit plan door de provincie afgeschoten.

- Grubbenvorst is via een veerpont over de Maas verbonden met Velden.

## Vliegveld Grubbenvorst
Tot oktober 2009 was er bij de Horsterweg een klein vliegveld, het Vliegveld Grubbenvorst, voor kleine sportvliegtuigen, de ultralichte vliegtuigen. De exploitatie van dit vliegveld was in handen van de Stichting Ultralight Limburg.
Daar het vliegveld vanwege planologische redenen verplaatst moest worden, werd gezocht naar een alternatief, hetgeen in 2009 resulteerde in de aanleg van TrafficPort Venlo bij Maasbree.

## Nabijgelegen kernen
Velden, Lottum, Blerick, Sevenum, Horst

## Geboren in Grubbenvorst
- Servaes Huys (1940-2016), politicus
- Joke Kersten (Beugen, 1944 - Grubbenvorst, 2020), politica en burgemeester
- Jos Hermkes (1966), voetballer
- Suzanne Kunzeler (1968), netmanager jeugdtelevisie
- Naïm Matoug (2003), voetballer
- Kyra van Leeuwe (2005), voetbalster